# Йоганн Георг Шрайбер
 Йоганн Георг Шрайбер  (нім. Johann Georg Schreiber; 1676, Німеччина — 1750) — німецький картограф,  гравер  і видавець, працював у Лейпцигу.

## Карти України
1740 р. Карта — «REISE CHARTE DURCH DAS KÖNIGREICH POLEN MIT ALLEN DARZU GEHÖRIGEN LÆNDERN» (Карта шляхів Королівства Польща з усіма його землями). Українські історико-географічні землі представлені Червоною Руссю (Roth Reussen) з Львівським (Lemberg), Белзьким (Belcz), Холмським (Chelm) воєводствами; Поділлям (Podolien), Волинню (Volhynien), Підляшшям (Podlachien). Україна (Ukraine) на карті — це Київське (Kyow) та Брацлавське (Braciau) воєводства.